# Gran Líbano
El Estado del Gran Líbano (en francés: État du Grand Liban), desde 1926 oficialmente República Libanesa (en francés: République Libanaise) —predecesor de la moderna República Libanesa— se había creado en 1920 como un Estado autónomo dentro del Mandato francés de Siria.
Durante la Primera Guerra Mundial, el 16 de mayo de 1916 se había decidido dividir a la Siria otomana en dos zonas de influencias franco-británicas que terminaría consumándose al año siguiente, y como parte del esquema del régimen francés en 1920, se determinaría separar administrativamente a modo de federación la zona que le correspondiera como Siria francesa, surgiendo así el Gran Líbano cuyo objetivo sería proteger a las minorías católicas maronita y greco-armenias, como también a las ortodoxas, y que más tarde, en el año 1923, la escindiría en dos mandatos.

## Historia

### Toponimia, antecedentes y mosaico étnico-religioso

Mosaico étnico-religioso del Líbano (1862-1917).

El nombre Gran Líbano desde 1920, surgiría por la incorporación de pequeños territorios, de las anteriores divisiones administrativas otomanas, al antiguo distrito autónomo del Monte Líbano que había sido establecido en 1861 para proteger a la población cristiana -maronita local. 
Con esta nueva entidad territorial pasarían a incluir también a las minorías griegas católica-ortodoxa y armenias apostólica-católica que se habían quedado afuera, al igual que a una minoría islámica chiita, como la conformada por los drusos que había quedado alejada del Estado que le habían creado, ya que la otra de los alauitas tenían su propio Estado federado dentro de Siria que quedaría ubicado al norte del Gran Líbano.
El mandato francés en territorio sirio, que se lo administraría a modo de federación, fue creado por la Sociedad de Naciones al finalizar la Primera Guerra Mundial, cuando el Imperio Otomano fuera formalmente dividido por el Tratado de Sèvres en 1920, y en el que se decidió que cuatro de sus territorios en Oriente Medio debían ser mandatos temporalmente gobernados por el Reino Unido y Francia en nombre de la Sociedad de las Naciones. 
A los británicos les sería encomendado a gobernar el sur de Siria otomana, creando el Mandato de Palestina —actual Reino de Jordania, Israel y el  Estado de Palestina— al que se le sumó la Mesopotamia o Irak Otomano conformando el Mandato de Mesopotamia —que se transformaría en el posterior Reino de Irak— mientras que a los franceses se les otorgaba la parte septentrional ex-otomana de Siria, del cual el Líbano formaba parte.

### Formación del Gran Líbano como mandato francés separado

#### Su surgimiento y federación a los Estados sirios
El 1 de septiembre de 1920, el general Gouraud proclamó el establecimiento del Estado del Gran Líbano (del francés: État du Grand Liban) con sus fronteras actuales y con Beirut como su capital que conformaría una federación con el resto de los Estados creados por Francia, siendo éstos: Damasco, Aleppo, Estado Alauita y Jabal al-Druze.

#### Secesión del nuevo Estado del Gran Líbano

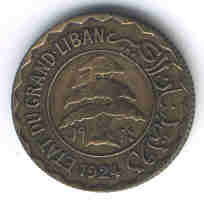
Moneda de 5 piastras del Gran Líbano, 1924.

El nuevo Estado se separaría del resto de Siria en 1923, asignándosele una bandera —uniendo los colores franceses con el cedro libanés— y un sistema monetario propio, acuñándose desde 1924 las primeras monedas y luego, recién en 1925, se emitiría las primeras series de billetes, suplantando la libra siria (o livre) que fue introducida en 1919 —vinculada a un valor de 20 francos franceses— que a su vez se había creado para suplantar a la libra egipcia que circulaba por toda la ex-Siria otomana desde 1918.
Se conformó su territorio incorporándose a la pequeña Gobernación del Monte Líbano, de mayoría maronita, los antiguos distritos otomanos de Trípoli al norte, con mayoría de musulmanes sunitas, y de Sidón con Nabatiye al sur, con mayoría musulmana chiita, así como del valle de la Bekaa hacia el oriente, entre la cordillera del Líbano y la del Antilíbano, siendo su zona meridional de mayoría católica melquita y la zona septentrional de mayoría musulmana chiita.

#### Intento republicano fallido
La primera constitución libanesa fue promulgada el 23 de mayo de 1926 y posteriormente modificada en varias ocasiones. Siguiendo el modelo de la Tercera República Francesa, que preveía un parlamento bicameral, con la Cámara de Diputados y un Senado (aunque este último fue finalmente eliminado), un presidente y un Consejo de Ministros. El presidente fue elegido por la Cámara de Diputados para un mandato de seis años y no podía ser reelegido hasta que haya transcurrido un período de seis años; los diputados debían ser elegidos por el pueblo a lo largo de líneas confesionales. 
Una costumbre de la selección de los principales funcionarios políticos, así como a los más altos niveles dentro de la administración pública, de acuerdo a la proporción de las sectas principales en la población se ha reforzado durante este período. Así, por ejemplo, el presidente debe ser un cristiano maronita, el primer ministro sunita, y el presidente de la Cámara de Diputados un chiita. Teóricamente, la Cámara de Diputados realiza la función legislativa, pero en las facturas de hecho fueron preparados por el Poder Ejecutivo y presentado a la Cámara de Diputados, que los pasó prácticamente sin excepción. Según la Constitución, el alto comisionado francés todavía ejercía el poder supremo, un acuerdo que inicialmente interpuso objeciones por parte de los nacionalistas del Líbano. Sin embargo, Charles Debbas, un ortodoxo griego, fue elegido el primer presidente de Líbano, tres días después de la aprobación de la Constitución.
Al final del primer período de Debbas en 1932, Bishara al-Khuri y Émile Eddé compitieron por el cargo de presidente, dividiendo así la Cámara de Diputados. Para romper el estancamiento, algunos diputados sugirieron a Shaykh Muhammad al Jisr, quien fue presidente del Consejo de Ministros y el líder musulmán de Trípoli, como un candidato de compromiso. Sin embargo, el alto comisionado francés Henri Ponsot suspendió la Constitución el 9 de mayo de 1932, y prorrogó el plazo de Debbas por un año, de esta manera impidieron que la elección de un musulmán como presidente. Insatisfecho con la conducta de Ponsot, las autoridades francesas lo reemplazó con el conde Damián de Martel, quien, el 30 de enero de 1934, nombró a Habib Pacha Es-Saad como presidente para un período de un año (que posteriormente se ampliará por un año adicional).

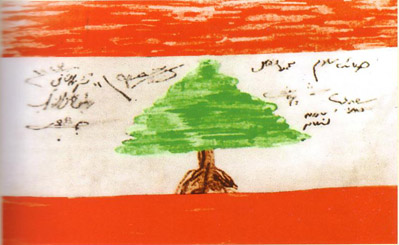
La primera bandera del Líbano elaborada a mano y firmada por los diputados del Parlamento libanés, el 11 de noviembre de 1943.

Émile Eddé fue elegido presidente el 30 de enero de 1936. Un año más tarde, restableció parcialmente la Constitución de 1926 y procedió a celebrar elecciones para la Cámara de Diputados. Sin embargo, la Constitución fue suspendida nuevamente por el alto comisionado de Francia en septiembre de 1939, al estallar la Segunda Guerra Mundial.
Líbano obtuvo su independencia en 1943 aunque los franceses se retiraran del país recién en 1946.